# Vol. II (Daniel Lioneye)
Vol. II è il secondo album di studio di Daniel Lioneye, progetto solita di Mikko "Linde" Lindström, meglio noto come chitarrista degli HIM. L'album è uscito il 27 aprile 2010 attraverso la The End Records ed è stato il suo primo album ad uscire negli Stati Uniti prima della ristampa del precedente.
A nove anni di distanza dal precedente The King of Rock'n Roll, Vol. II presenta un completo stravolgimento stilistico sia in musica, in formazione che in testi: Linde, passa da un suono stoner rock grumoso e blueseggiante con canzoni sulla vera e propria filosofia del "sesso, droga e rock & roll", a un black metal melodico e allo stesso tempo molto sperimentale dalla forte venatura gothic metal.
La lineup del gruppo si riforma: Bolton - già noto per essere stato membro degli Enochian Crescent - siede alla batteria, Burton - tastierista degli HIM - si occupa delle tastiere.
Le tracce in Vol. II sono una diversa dall'altra: ogni canzone mostra una struttura compositiva e stilistica a sé stante. Accanto al suono aggressivo e veloce tipico del black si affiancano voci pulite, melodiche, sonorità gotiche, ottoni, fiati, tastiere, muri sonori atmosferici e non mancano influenze da altri generi, tra cui su tutti, power, death e thrash metal. Anche l'approccio lirico cambia: le canzoni si incentrano su sogni, esperienze personali, società, uso di stupefacenti, il tutto condito con una forte dose di humor nero.
Vol. II ha ricevuto un tiepido successo, soprattutto da parte di una piccola fetta di ascoltatori per via del suo suono troppo poco accessibile, completamente diverso dalle oltre opere realizzate con la sua stessa band e con gli HIM, al punto che tra i diversi fan del celebre gruppo suscitò non poche critiche e detrazioni.

## Tracce
1. Euroshaman
2. Flatlined
3. Saturnalia
4. Monolithic Way
5. I Saw Myself
6. The Mentat
7. I Have Never Wanted to be Number One
8. Who Turned the Lights Out?
9. Kiss of the Cannibal